# Brembate
Brembate é uma comuna italiana da região da Lombardia, província de Bérgamo, com cerca de 7.464 habitantes. Estende-se por uma área de 5 km², tendo uma densidade populacional de 1436 hab/km². Faz fronteira com Boltiere, Canonica d'Adda, Capriate San Gervasio, Filago, Osio Sotto, Pontirolo Nuovo.

## Demografia
| Variação demográfica do município entre 1861 e 2011                               |
|                                                                                   |
| Fonte: Istituto Nazionale di Statistica (ISTAT) - Elaboração gráfica da Wikipedia |